# Лей
Лѐй (на италиански и на сардински: Lei) е село и община в Южна Италия, провинция Нуоро, автономен регион и остров Сардиния. Разположено е на 456 m надморска височина. Населението на общината е 576 души (към 2010 г.).